# Paris Police 1900
 (février 2021).
Paris Police 1905
Paris Police 1900 est un feuilleton télévisé français en huit épisodes de 52 minutes créé par Fabien Nury et diffusé entre le 8 février et le 1er mars 2021 sur Canal+.
Se déroulant à l'aube des années 1900, Paris Police 1900 est une « fiction historique, où se télescopent un crime mystérieux et un contexte politique violent, opposant dreyfusards et antidreyfusards ».
Au Québec, le feuilleton est diffusé depuis le 26 août 2021 sur ICI ARTV.
Une suite, Paris Police 1905, est sortie fin 2022.

## Synopsis
En 1899 à Paris, après l'affaire Dreyfus, la IIIe République est sur le point d'exploser. La menace est multiple entre les anarchistes et les ligues nationalistes et antisémites ainsi que la pression des royalistes. De plus, le Président Félix Faure vient de mourir.
C'est dans ce contexte tendu qu'Antoine Jouin, jeune inspecteur ambitieux de la brigade criminelle, se voit confier une enquête sensible. En effet, le corps d'une jeune femme a été retrouvé découpé dans une valise. Le jeune policier croisera sur sa route le préfet Louis Lépine, l'avocate Jeanne Chauvin et la demi-mondaine et espionne Meg Steinheil. Malgré leurs oppositions, ils se réunissent pour affronter un coup d'État.

## Distribution
- Jérémie Laheurte : Antoine Jouin
- Évelyne Brochu : Marguerite Steinheil, dite « Meg »
- Thibaut Évrard : Joseph Fiersi
- Marc Barbé : Louis Lépine
- Eugénie Derouand : Jeanne Chauvin
- Patrick d'Assumçao : Commissaire Puybaraud[5]
- Alexandre Trocki : Commissaire Cochefert[6]
- Hubert Delattre : Jules Guérin
- Valérie Dashwood : Mme Lépine
- Jean-Benoît Ugeux : Morpinet
- Christophe Montenez : Gabriel Sabran de Pontevès
- Christian Hecq : Alphonse Bertillon
- Astrid Roos : Hélène Chagnolle
- Vincent Debost : Hector
- Anthony Paliotti : Louis Guérin
- Anne Benoît : Maman Guérin
- Yannick Landrein : Sébastien Faure
- Renaud Rutten : Alphonse Chagnolle
- Nicolas Bouchaud : l'avocat Weidmann
- Dan Herzberg : Jeannot Dornet
- Yann Collette : le comte Sabran de Pontevès
- Steve Driesen : Pierre Waldeck-Rousseau
- Olivier Pajot : Félix Faure
- Marie-Armelle Deguy : la comtesse de Vaudois
- Noam Morgensztern : Gustave Pertaud
- Eddie Chignara : Édouard Drumont
- François Raison : Adolphe Steinheil
- Renaud Hezeques : l'inspecteur Guichard[7]
- Talina Boyaci : une domestique

## Production

### Fiche technique
Sauf indication contraire, les informations mentionnées dans cette section peuvent être confirmées par la base de données cinématographiques IMDb,  présente dans la section « Liens externes ».
- Titre original : Paris Police 1900
- Réalisation : Julien Despaux (épisodes 1 à 4), Fabien Nury, Frédéric Balekdjian (épisodes 5 à 7)
- Scénario : Fabien Nury (créateur), Benjamin Adam, Thibault Valetoux, Alain Ayroles
- Direction artistique : Matthieu Beutter
- Décors : Pierre Quefféléan
- Image : Brecht Goyvaerts, Nicolas Petris
- Costumes : Anaïs Romand
- Casting: Okinawa Valérie Guerard
- Casting rôles secondaires: Émilie Chaumat
- Chargés de figuration: Élise Cresson, Dominique Agrinier
- Montage : Vincent Delorme et Raphaël Péaud
- Son: Thomas Guytard
- Musique : Grégoire Hetzel
- Production : Emmanuel Daucé, Laurent Cavalier
- Sociétés de production : Tetra Media Fiction, AFPI
- Société de distribution : Canal+
- Budget : 19 millions d'euros
- Pays d'origine :  France
- Langue originale : français
- Format : couleur
- Genre : policier, historique, drame
- Durée : 52 minutes
- Date de première diffusion :
  - France : 8 février 2021

## Accueil

### Accueil critique
Le Monde évoque des épisodes « captivants » et souligne la distribution « impeccable » de la série.
Libération salue un « spectacle jamais franchement déplaisant » mais déplore « l'incapacité de la fiction française à se projeter hors du polar et de ses tropes les plus convenus », estimant que « la grande fresque politico-sociale qu'on voudrait voir advenir n'a de cesse de se faire bouffer la couenne par cette « affaire de la valise sanglante » et son orchestre gothico-chiant ».
Le Point, sur un ton positif, consacre deux pages à la série, remettant celle-ci dans le contexte historique de l'époque.
À l'occasion de la diffusion de la série sur BBC 4 au Royaume-Uni, The Guardian recommande son visionnage et qualifie la série de « chic et torride ».
Le New York Times inclut Paris Police 1900 dans sa liste des meilleurs séries de l'année 2022 (année de sa sortie aux États-Unis).